# Réactif (électricité)
Pour les articles homonymes, voir Réactif.
Un composant électrique ou électronique est dit purement réactif lorsqu'il réagit au passage d'un courant électrique sans consommation de puissance. Réactif est à opposer à résistif, qui caractérise un composant qui s'oppose au passage d'un courant, en transformant une partie de ce dernier en chaleur. 
Le caractère réactif d'un dipôle électrique est déterminée par la valeur de la partie imaginaire de son impédance complexe, appelée réactance.